# Cyatholaimus geophilus
Cyatholaimus geophilus is een rondwormensoort uit de familie van de Cyatholaimidae.